# Péter Szondi
Péter Szondi (Hungarian: [ˈpeːtɛr ˈsondi]; 27 de maio de 1929, Budapeste – 9 de novembro de 1971, Berlim) foi um importante crítico literário e filólogo, nascido na Hungria, que fixou residência na Alemanha após a Segunda Guerra Mundial, onde desenvolveu toda sua carreira acadêmica.

## Biografia
Szondi nasceu em Budapeste, filho do reconhecido psicanalista Leopold Szondi (1893-1986) em 1929, numa família de raízes judaicas, embora assimilada, tendo ainda assim sido deportado para o campo de concentração de Bergen-Belsen em julho de 1944.
Em dezembro do mesmo ano, Szondi e a sua família  foram libertados como parte da convenção "Kasztner", e transferidos para Zurique, na Suíça, onde estudou filologia das línguas alemã e neolatinas, e filosofia. Continuou seus estudos em Paris e concluindo o seu doutorado com a tese intitulada "Teoria do drama moderno" orientada por Emil Staiger, catedrático de literatura alemã da universidade de Zurique. 

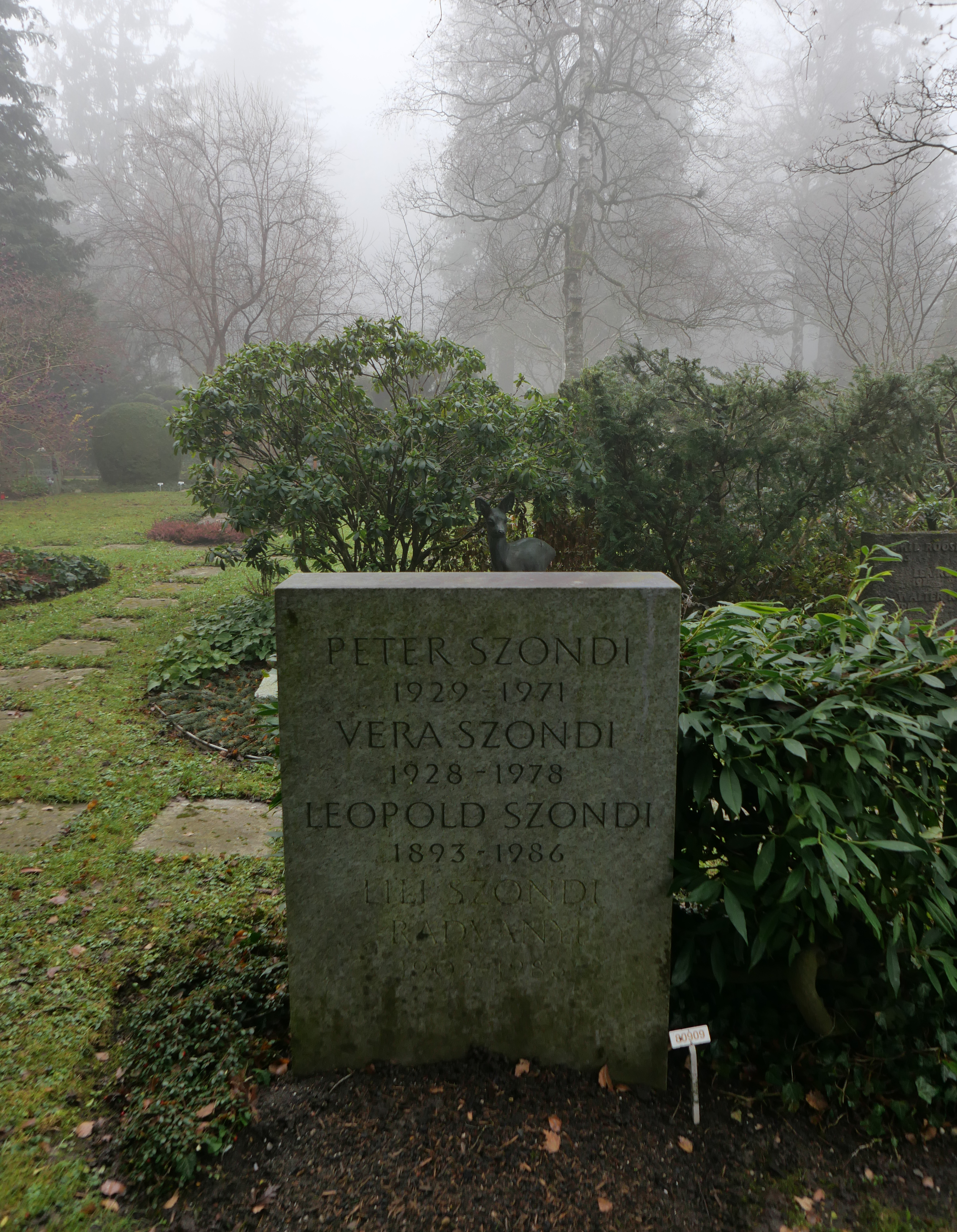
O túmulo da família.

Em 1960/61 publicou sua tese de habilitação da Universidade Livre de Berlim com o título "Ensaio sobre o trágico". Durante os anos 1960 foi um dos filólogos mais importantes da Alemanha, fundador do instituto de literatura comparada da Universidade Livre de Berlim e seu primeiro catedrático. Seus trabalhos sobre a teoria dos géneros literários e sobre a poesia de Hölderlin e de Celan são clássicos. 
Em 18 de outubro de 1971, Szondi cometeu suicídio, afogando-se em Halensee, em Berlim. Szondi encontrou seu local de descanso final no cemitério Fluntern, em Zurique. Seu pai Leopold e sua mãe Ilona “Lili” Livia, nascida Radványi (1902-1986), bem como sua irmã Vera (1928-1978), que era médica, também estão enterrados na sepultura.